# Ocean Countess
El Ocean Countess es un barco de cruceros propiedad de Majestic International Cruises con base en Grecia, cedido temporalmente a la compañía inglesa Cruise & Maritime Voyages.
Se construyó en 1976 para la Cunard Line con el nombre de Cunard Countess, junto con un barco gemelo llamado Cunard Prinsses.

## Historia
Fue construido en Dinamarca entre 1974-75 registrado en Southampton, Inglaterra. El buque fue equipado en el astillero INMA en La Spezia, Italia, desde donde se llevaron a cabo ensayos y se completó en julio de 1976.
El viaje inaugural salió de Barcelona, España hacia el mar Caribe hasta Antigua.
En la víspera de entrar en servicio comercial en agosto de 1976, el Cunard Countees fue bautizado en San Juan de Puerto Rico por Janet Armstrong, esposa de Neil Armstrong, el primer hombre en caminar sobre la luna.
El buque se convirtió en uno de los cruceros más conocidos del Caribe y del océano Atlántico, convirtiéndose en un atractivo más del muelle de San Juan y más tarde en Miami, Santo Domingo y muchos otros lugares alrededor de la zona. Era de los pocos barcos que visitaban regularmente la isla caribeña de Granada durante el período revolucionario de la isla (1979-1983) y por lo tanto juega un papel importante en el apoyo a la industria turística local durante esos años.
En octubre de 1982, después de la conclusión de la guerra de las Malvinas, el barco fue usado por el Ministerio de Defensa del Reino Unido durante 6 meses, para apoyar los movimientos de tropas entre la Isla Ascensión y Puerto Stanley. 
Después el barco viajó a los astilleros para su renovación en el puerto de La Valleta en malta. volviendo a cruzar el Caribe en julio de 1983.
En 1990 cambia de registro por el puerto de Nasáu, y surca los mares con bandera de Las Bahamas.
En 1996 la Cunard Lines vende el barco a Cruceros Awani y es renombrado como Awani Dream II. La compañía de cruceros Awani tubo problemas financieros y en 1998, el buque se trasladó a la compañía Royal Olympic Cruises como Olimpic Countess, y navegó con este nombre hasta 2004. Durante estos y los siguientes años el barco hizo principalmente recorridos por el Mediterráneo y las islas griegas en las diferentes compañías con las que operó.

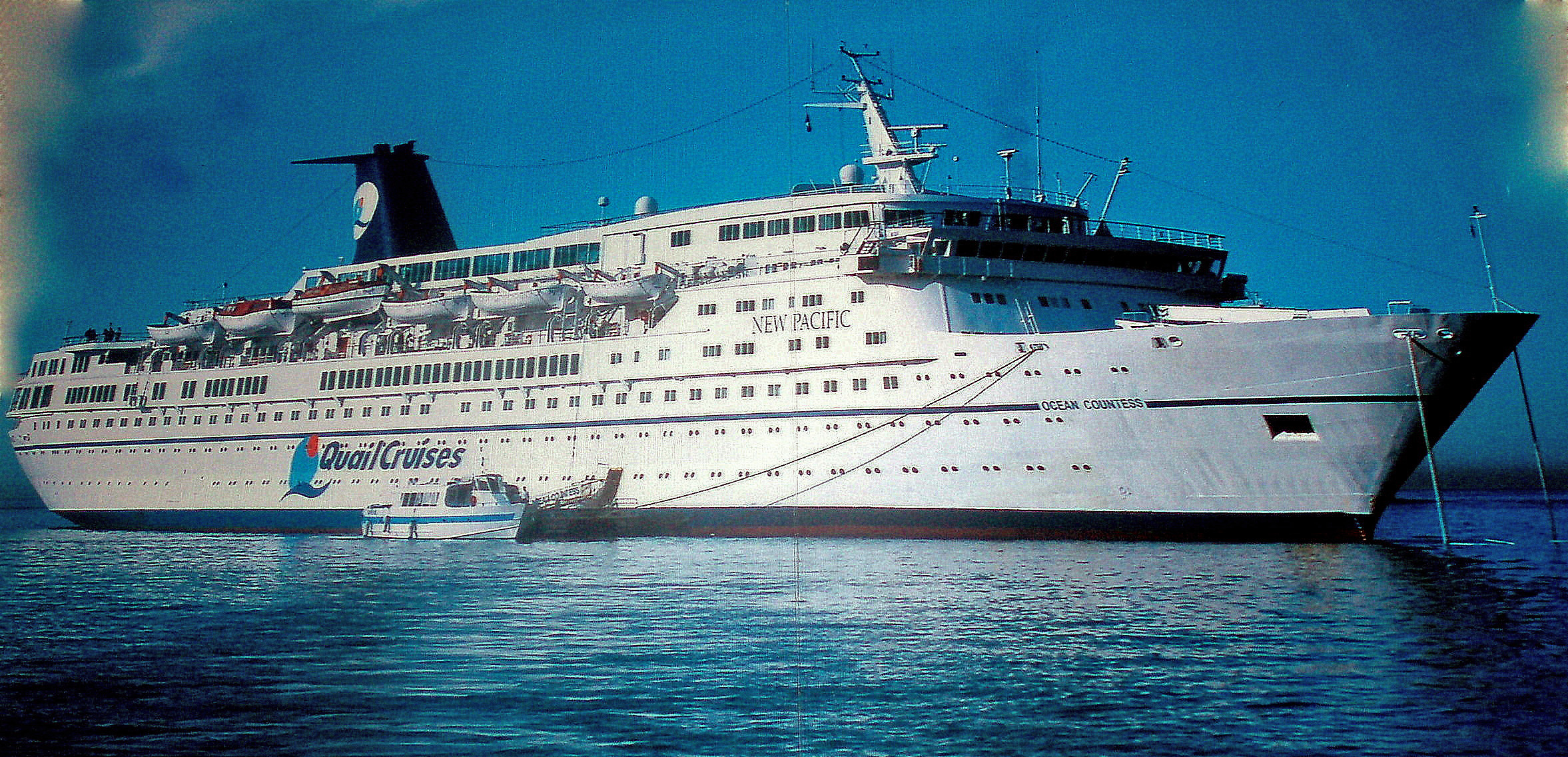
Ocean Countess operado por Quail Cruises en 2009

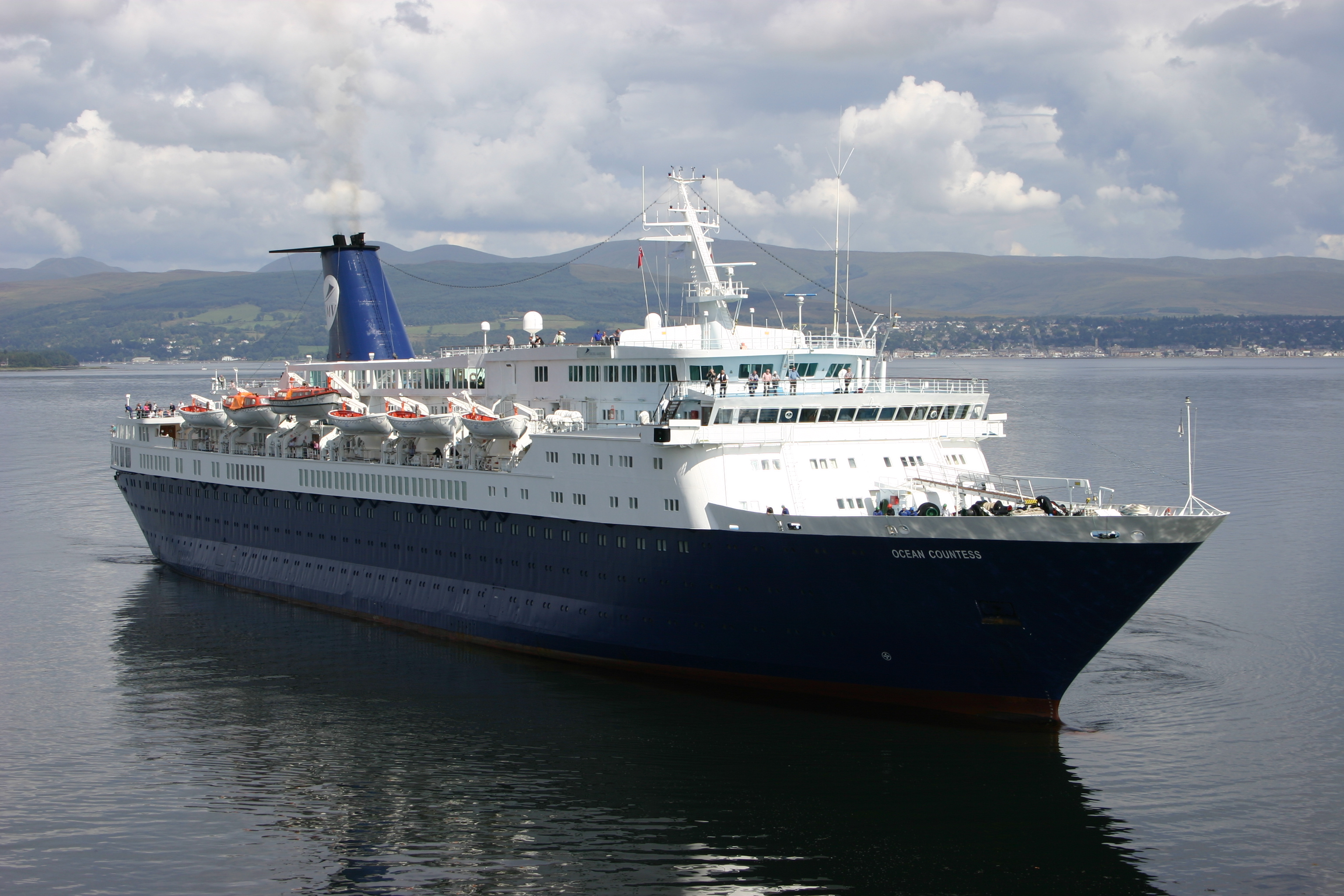
Ocean Countess llegando a Greenock (2012)

Durante el año 2009 el barco fue alquilado por el operador español Quail Cruises, para suplir al barco Pacific en una serie de cruceros por el Mediterráneo desde Valencia renonbrando el crucero como New Pacific-Ocean Countess.
En abril de 2010 el barco fue alquilado por Cruise & Maritime Voyages, que lo renovó de forma parcial, instalándole nuevas pantallas de televisión con canales de satélite en los camarotes, entre otras reformas. Desde ese año estuvo registrado en Funchal, en las Islas Madeira como Ocean Countess con bandera portuguesa. Durante dos años, el barco partió desde puertos británicos, hasta que quedó fuera de servicio el 22 de octubre de 2012, después de un viaje de despedida entre las Canarias y Madeira, que terminó en Barcelona.
El barco iba a hacer un retorno anticipado al servicio en 2014. Sin embargo, el 30 de noviembre de 2013 sufrió un voraz incendio en su estructura central mientras estaba siendo reparado en el Astillero Chalkis S.A., en Grecia. En su interior se encontraban 5 operarios que fueron evacuados sin heridas. El fuego se mantuvo durante más de 24 horas ardiendo. Unos días después, el estado del barco fue considerado como "pérdida total", por lo que fue vendido a una compañía que lo remolcó hasta Aliaga (Turquía) el 7 de marzo de 2014, donde fue desguazado.

## Cambios de nombre
El barco cambió de nombres varias veces debido a los diferentes operadores:
- 1976–1996 Cunard Countess con la compañía Cunard Line.
- 1996–1998 Awani Dreams II con la compañía Awani Cruises.
- 1998–2004 Olimpic Countess con la compañía Royal Olympia Cruises.
- 2004-2005 Ocean Countess con la compañía Majestic International Cruises.
- 2005-2006 Lili Marleen con la compañía Holiday Kreuzfahrten.
- 2007-2008 Rubí con la compañía Louis Cruise Lines.
- 2008-2009 Ocean Countess con la compañía Monarch Classic Cruises
- 2009-2010 New Pacific-Ocean Countess con la compañía Quail Cruises
- 2010-2014 Ocean Countess con la compañía Cruise & Maritime Voyages.